# Pont-canal de Digoin
Le pont-canal de Digoin est un pont-canal qui permet au canal latéral à la Loire de franchir la Loire. Il permet au canal Latéral de se connecter un peu plus loin avec le canal du Centre, au port Campionnet à Digoin. Il se termine par une écluse dont il est séparé par un court bassin de croisement. Seuls les bateaux ou les piétons y ont accès.
Il est un des premiers grands ponts-canaux de France, avec 243 mètres de long. C'est l'ingénieur Pierre-Alexandre-Adolphe Jullien alors âgé de seulement 29 ans, qui en est l'auteur, de même que celui du Guétin, sous la direction de l'ingénieur en chef Jean Joseph Pierre Vigoureux.
Ouvert à la navigation en 1838, en même temps que le canal, il a été élargi en 1870 et il a été remanié entre 1890 et 1896 par l'ingénieur Léonce-Abel Mazoyer dans le cadre de la mise au gabarit Freycinet du canal. Il a ainsi été approfondi par surélévation de son couronnement.

## Géographie
Il est situé sur la commune de Digoin (département de Saône-et-Loire) en Bourgogne.

## Caractéristiques
- Onze arches ayant 16 mètres d'ouverture.
- Dix piliers de 9 mètres d'épaisseur à la base des voûtes.
- Les piliers sont ancrés à 3 mètres de profondeur au-dessous des basses eaux de la Loire.
- Le « fond » du canal se situe à 8,30 mètres au-dessus de la Loire.
- Le canal a 6 mètres de largeur et 2,30 mètres de profondeur.
- Chemin de halage de 1,75 mètre de largeur de chaque côté du canal.

### Articles connexes

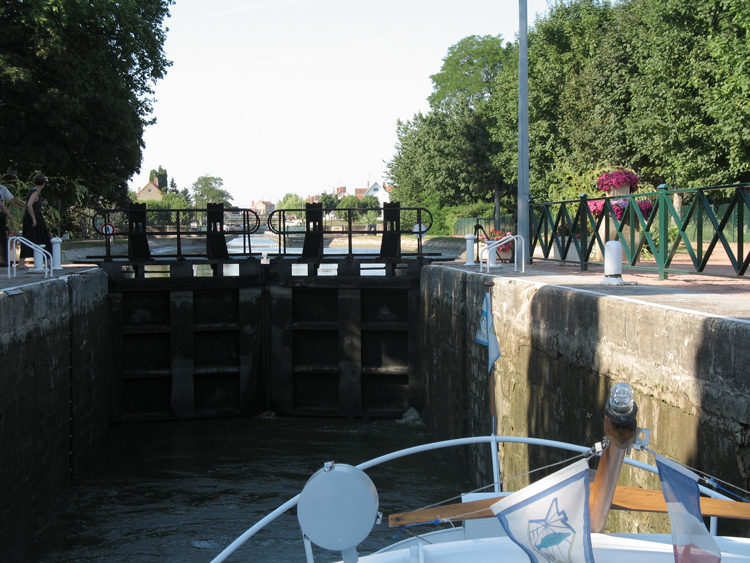
L'écluse sur la rive gauche.